# The Crazy World of Arthur Brown
The Crazy World of Arthur Brown es un grupo de rock inglés, formado por el vocalista del mismo nombre (Arthur Brown) en 1967, en Londres, disuelto en 1970 y reformado en el año 2000.

## Historia
Integrado, además del susodicho Brown, por Carl Palmer en batería, Vincent Crane en teclados y Sean Nicholas Greenwood en bajo, el grupo llegó a editar un disco de larga duración homónimo en junio de 1968, por el sello británico "Track" (mismo sello que editaba a Jimi Hendrix en Inglaterra), y fue distribuido internacionalmente por Polydor.
Tras la edición de este álbum, de marcado corte psicodélico, Brown decide disolver el grupo, para abocarse a otros proyectos musicales, tras esta separación, Carl Palmer y Vincent Crane forman la banda Atomic Rooster.
Tras su regreso en 2000, el grupo editó tres CD de estudio, Tantric Lover, Vampire Suite y Voice of Love, en 2000, 2003 y 2007 respectivamente, amén de un disco que recoge material inédito de su primera época: Strangelands, editado en 1988.

## Discografía

### Álbumes
- The Crazy World of Arthur Brown (1968)
- Strangelands, material inédito de archivo (1988)
- Tantric Lover (2000)
- Vampire Suite (2003)
- Voice of Love (2007)

### Sencillos
- Devil's Grip/Give Him a Flower (1967)
- Fire!/Rest Cure (1968)
- Nightmare/Music Man (1968)